# 로리 말린슨
로리 말린슨(Rory Mallinson, 1913년 10월 27일 ~ 1976년 3월 26일)은 미국의 배우, 텔레비전 배우, 영화 배우이다.

## 영화
- 헬렌 모건 스토리 (1957년)
- 샤이안 (1955년)
- 오클라호마 (1955년)
- 정글 보이 봄바 11 (1954년)
- 정글 보이 봄바 9 (1953년)
- 데드라인 - U.S.A. (1952년)
- 애보트와 코스텔로 - 투명인간을 만나다 (1951년)
- 유어 인 더 네이비 나우 (1951년)
- 론 레인저 - 49년 시리즈 (1949년)
- 트랩트 (1949년)
- 히 워키드 바이 나이트 (1948년)
- 성난 파도 (1948년)
- 다크 패시지 (1947년)
- 포제스트 (1947년)
- 크로크 앤 대거 (1946년)
- 투 가이스 프럼 밀워키 (1946년)
- 해병의 자부심 (1945년)